# 1964 no jornalismo
Nesta página encontrará referências aos acontecimentos directamente relacionados com o jornalismo ocorridos durante o ano de 1964.

## Nascimentos
| Data          | Nome                      | Profissão             | Nacionalidade | Observações | Ref |
| ------------- | ------------------------- | --------------------- | ------------- | ----------- | --- |
| 18 de janeiro | Afonso de Melo            | jornalista e escritor | Portugal      |             |     |
| 1 de abril    | José Rodrigues dos Santos | jornalista e escritor | Portugal      |             |     |
| ??            | Cândida Pinto             | jornalista            | Portugal      |             |     |

## Mortes
| Data       | Nome                           | Profissão          | Nacionalidade         | Observações | Ref   |
| ---------- | ------------------------------ | ------------------ | --------------------- | ----------- | ----- |
| 6 de abril | Daniel Damásio Ascensão Filipe | poeta e jornalista | Portugal (Cabo Verde) | n. 1925     | [ 1 ] |